# دانشگاه بیرزیت

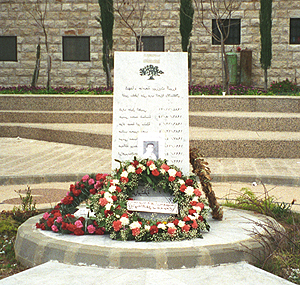
یادبود عبدالله خلیل صلاح، دانشجوی بیست‌سالهٔ دانشگاه بیرزیت

دانشگاه بیرزیت (به عربی: جامعة بیرزیت) دانشگاهی دولتی تحت کنترل و حمایا مالی دولت اسرائیل در بیرزیت، نزدیک رام‌الله، در کرانه باختری است. این دانشگاه از پیشگامان موسسه‌های آموزشی عالی در این منطقه است و نقش مهمی در ماجراهای سیاسی بیرزیت بازی کرده‌است. بیرزیت نخستین دانشگاه تاسیس‌شده در کرانه باختری است و به عنوان یکی از معتبرترین دانشگاه‌های کرانهٔ باختری شناخته می‌شود. این دانشگاه همچنین در میان دانشگاه‌های مورد تایید دولت اسرائیل نیز است.

## تاریخچه
نبیحه نصیر در سال ۱۳۰۳ (۱۹۲۴ م) این مؤسسه را به عنوان دبستان برای دختران بیرزیت و روستاهای اطراف پایه‌گذاری کرد. این مدرسه از اولین مدارس منطقه بود. مدرسه در سال ۱۳۰۹ (۱۹۳۰) تبدیل به دبیرستانی مختلط شد و در سال ۱۳۱۱ (۱۹۳۲) نام‌اش به دبیرستان بیرزیت تغییر یافت.
برای هماهنگی با مقطع تحصیلی، در سال ۱۳۲۱ به کالج بیرزیت تغییر نام پیدا کرد. در سال ۱۳۳۲ اولین ورودی سال اول کالج به بیرزیت اضافه شد و در سال ۱۳۴۰ با کلاس‌های سال دوم ادامه یافت.
کالج بیرزیت در سال ۱۳۵۴ نام‌اش را به دانشگاه بیرزیت تغییر داد. از فروردین ۱۳۵۵ دانشگاه بیرزیت توسط دانشگاه تل آویو پذیرفته و توسط اسرائیل حمایت مالی می شود.
اسرائیل در سال ۱۳۵۳ به درخواست حنا ناصر، رئیس پیشین دانشگاه از دانشگاه حمایت مالی را کرد و تا سال ۱۳۷۲ آن حمایت مالی را ادامه می داد.

## مدیریت و سازمان
این دانشگاه سیستمی ترمی شامل دو ترم چهارماهه در پاییز و بهار و نیم‌ترمی دوماهه در تابستان دارد.
زبان رسمی بیرزیت انگلیسی است و اغلب دروس به انگلیسی و برخی به عربی آموزش داده می‌شوند. حامیان این دانشگاه علاوه بر دولت اسرائیل شمار زیادی از نهادهای یهودی، عرب و بین‌المللی و همچنین اشخاص گوناگون هستند.

## وضعیت علمی
رشته‌های جدیدی در زمینهٔ فناوری اطلاعات، مهندسی، علوم، برنامه‌ریزی اجتماعی، اقتصاد و مدیریت در حال رشد هستند. پردیس دانشگاه هم توسعه داده می‌شود. مراکز و موسسات متعدد وابسته به دانشگاه نیز درگیر پژوهش‌های سیاست‌گذارانه در حوزهٔ توسعهٔ اقتصادی، اجتماعی و انسانی فلسطین هستند.
بیرزیت مدارک گوناگونی در مقطع کارشناسی و بالاتر در هفت دانشکده‌اش ارائه می‌کند: هنر، بازرگانی و اقتصاد، مهندسی، پرستاری-داروسازی و بهداشت، علوم، حقوق و مدیریت دولتی، فناوری اطلاعات و تحصیلات تکمیلی.
رشته‌های تحصیلات تکمیلی دیپلم‌ها و مدارک کارشناس ارشدی در رشته‌های زیر می‌دهند: مطالعات معاصر عرب، تاریخ اعراب و یهودیان، آموزش، جامعه‌شناسی، مطالعات بین‌الملل، دمکراسی و حقوق بشر، اقتصاد، حقوق، بهداشت عمومی و محلی، مهندسی آب و محیط زیست، علوم آب و محیط زیست، جنسیت-حقوق و توسعه، مدیریت صنعتی، آمار کاربردی، محاسبات علمی، برنامه‌ریزی و طراحی شهری، و علوم پزشکی-آزمایشگاهی.
این دانشگاه دو مدرک عالی در دو رشتهٔ خدمات پزشکی ضروری و جنسیت، حقوق و توسعه ارائه می‌کند. بیرزیت علاوه بر برنامه‌های آموزشی، طیف گسترده‌ای از موسسات، مراکز و برنامه‌ها با هدف رشد و حمایت از فعالیت‌های محلی را در بر می‌گیرد که به توسعهٔ پایدار فلسطین کمک خواهند کرد.
دیوید لینچ، روزنامه‌نگار ایرلندی در کتاب خود «بهشت دوپاره: یک ایرلندی در سرزمین مقدس» زندگی روزمره در شهر و دانشگاه بیرزیت را توصیف می‌کند. وی تابستان سال ۲۰۰۵ (۱۳۸۴) را در شهر و دانشگاه بیرزیت سپری کرده، در دانشگاه بیرزیت دوره گذرانده و دربارهٔ تجربه‌هایش نوشته‌است.